# Minotaurasaurus
Minotaurasaurus (лат.) — меловой динозавр из группы анкилозавров.

## Возраст
Поздний мел (100—65 млн лет).

## Обнаружение
Вид был описан и назван в 2009 году Клиффордом и Кларком Майлсами (Clifford A. Miles, Clark J. Miles). Родовое название дано в честь мифического Минотавра. Видовое название дано в честь профессора психологии Вилейанура Рамачандрана, который выкупил останки вымершей рептилии за $10 000 у продавца Hollis Butts (базирующегося в Японии), сделав её достоянием науки. Сохранился только череп рептилии неизвестного происхождения, предположительно из пустыни Гоби. Череп представляет собой покрытую бронёй бычьеподобную голову.

## Депозитарий
Голотип (INBR21004) размещён в «Victor Valley Museum» (Apple Valley Rd. Apple Valley, Калифорния, США, 92308).

## Литература

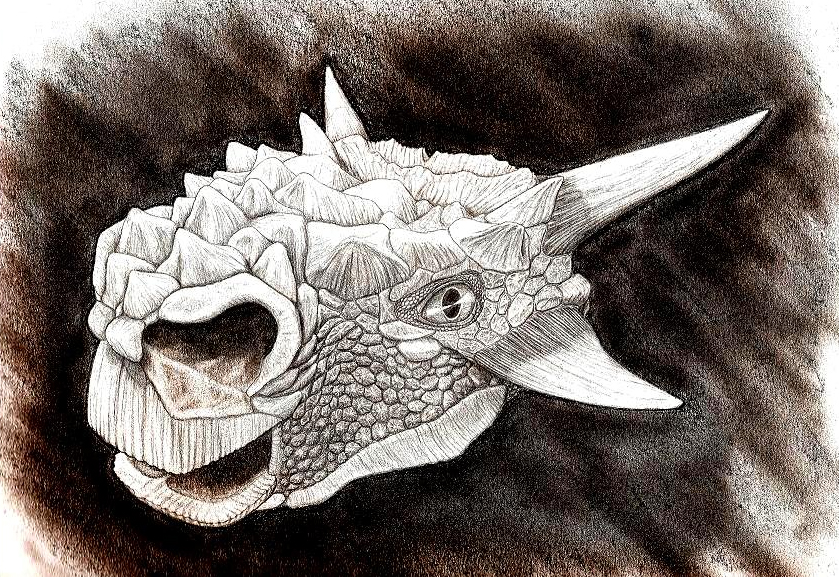
Голова Minotaurasaurus

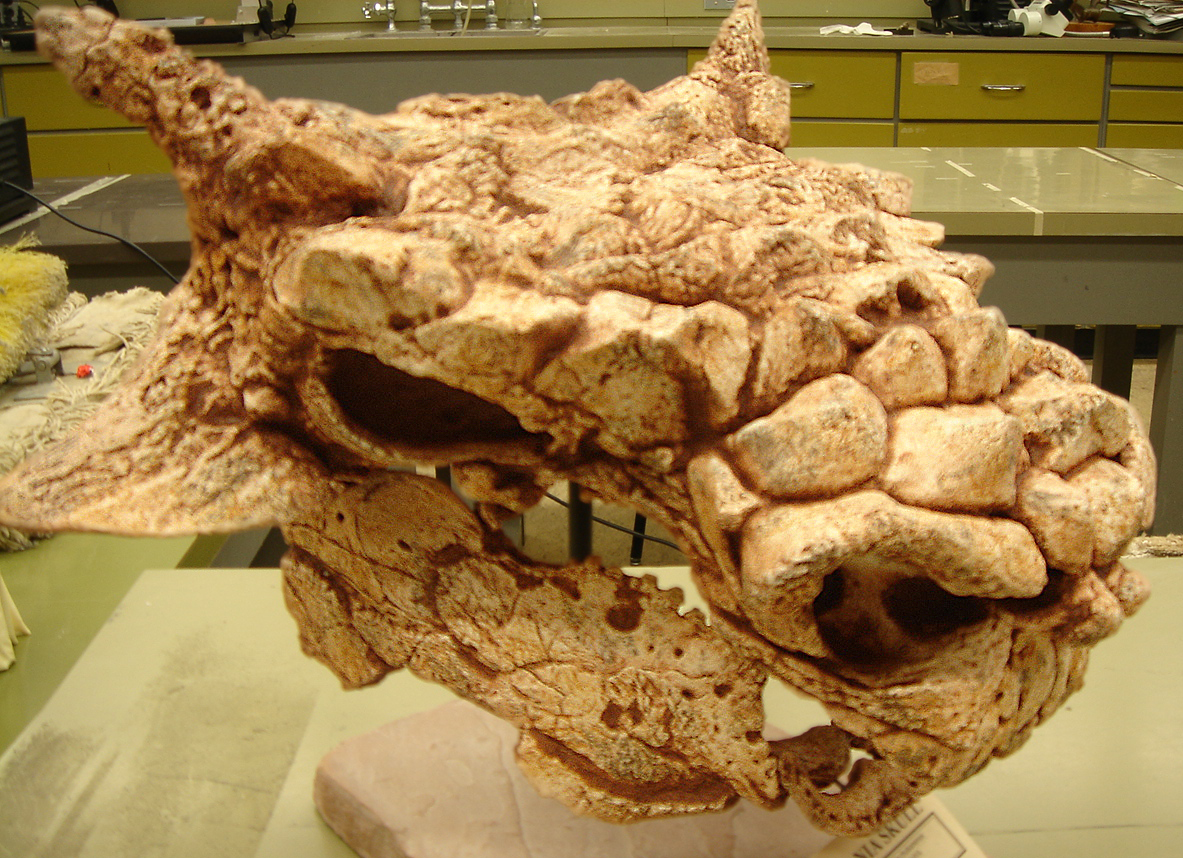
Череп Minotaurasaurus